# Mao Ichimichi
Mao Ichimichi (市道 真央, Ichimichi Mao), également connue sous son nom de scène M・A・O, née le 1er février 1992 à Osaka, est une actrice japonaise.

## Drama televisiSunting
(mars 2025).
Le contenu est difficilement compréhensible vu les erreurs de traduction, qui sont peut-être dues à l'utilisation d'un logiciel de traduction automatique.
- Kaizoku Sentai Gokaiger (TV Asahi, 2011 - 2012) - Luka Millfy / Gokai Yellow
- Uchuu Sentai Kyuuranger (TV Asahi, 2017 - 2018) - Raptor283 / WashiPink
- Kishiryu Sentai Ryusoulger (TV Asahi, 2019-2020) - Kishiryu Chibigaroo

## FilmSunting
(mars 2025).
Le contenu est difficilement compréhensible vu les erreurs de traduction, qui sont peut-être dues à l'utilisation d'un logiciel de traduction automatique.
- Tensou Sentai Goseiger vs. Shinkenger: Epic on Ginmaku - Gokai Yellow (suara)
- Gokaiger Goseiger Super Sentai 199 Hero Daikessen - Luka Millfy / Gokai Yellow
- Kaizoku Sentai Gokaiger The Movie: Kapal Hantu Terbang - Luka Millfy / Gokai Yellow
- Kaizoku Sentai Gokaiger vs. Uchuu Keiji Gavan: The Movie - Luka Millfy / Gokai Yellow
- Kamen Rider x Super Sentai: Super Hero Taisen - Luka Millfy / Gokai Yellow
- Tokumei Sentai Go-Busters vs. Kaizoku Sentai Gokaiger - Luka Millfy / Gokai Yellow
- Kamen Rider x Super Sentai x Space Sheriff: Superhero Taisen Z - Gokai Yellow (suara)
- Ressha Sentai ToQger the Movie: Galaxy Line S.O.S. - Passko (suara)
- Kamen Rider × Super Sentai: Ultra Super Hero Taisen - Raptor 283 / Washi Pink
- Kaizoku Sentai: Ten Gokaiger - Luka Millfy / Gokai Yellow

## Filmographie
- 2011 : Tensô sentai Goseijâ vs Shinkenjâ: Epikku on Ginmaku : Gokai Yellow (voix)
- 2011 : Black Angels
- 2011 : Gokaiger Goseiger Super Sentai 199 Hero Great Battle : Luka Millfy / Gokai Yellow
- 2011 : Kaizoku Sentai Gokaiger the Movie: The Flying Ghost Ship (court métrage) : Luka Millfy / Gokai Yellow
- 2011 : Super Sentai Battle: Ranger Cross (jeu vidéo) : Gokai Yellow (voix)
- 2012 : Kaizoku Sentai Gokaiger vs. Space Sheriff Gavan: The Movie : Luka Millfy / Gokai Yellow
- 2011-2012 : Kaizoku Sentai Gokaiger (série télévisée) : Luka Millfy / Gokai Yellow
- 2012 : Kamen Rider × Super Sentai: Super Hero Taisen : Luka Millfy / Gokai Yellow / Geki Yellow (voix)
- 2013 : Tokumei Sentai Go-Busters vs. Kaizoku Sentai Gokaiger: The Movie : Luka Millfy / Gokai Yellow
- 2013 : DD Fist of the North Star (série télévisée) : Lin (voix)
- 2013 : 009-1: The End of the Beginning : Cherise
- 2014 : Brynhildr in the Darkness (série télévisée) : Kazumi Schlierenzauer (voix)
- 2014 : Ressha Sentai ToQger: The Movie - Galaxy Line SOS (court métrage) : Pasco (voix)
- 2014 : HisCoool! Seha Girls (série télévisée) : Dreamcast (voix)
- 2014 : Magic Kaito 1412 (série télévisée) : Aoko Nakamori (voix)
- 2014 : World Conquest Zvezda Plot (série télévisée) : Renge Komadori / White Robin (voix)
- 2014 : Sword Art Online (série télévisée) : la fille de la Haute-école (voix)
- 2014 : The Idolm@ster Cinderella Girls (série télévisée) : Sagisawa, Fumika (voix)
- 2015 : Ressha Sentai ToQger vs. Kyoryuger: The Movie : Pasco (voix)
- 2015 : Death Parade (série télévisée) : Mai Takada (voix)
- 2015 : Shiromajo gakuen: Owari to hajimari : Ran Hayakawa
- 2015 : Re-Kan! (série télévisée) : Kyôko Esumi (voix)
- 2015 : Wakaba Girl (série télévisée) : Mao Kurokawa (voix)
- 2015 : Kurayami Santa (série télévisée) : Shikabane, Ichinosuke (voix)
- 2015 : School-Live! (série télévisée) : Yûri Wakasa (voix)
- 2015 : Chaos Dragon: Sekiryuu Sen'eki (série télévisée) : Izun (voix)
- 2015 : Castle Town Dandelion (série télévisée) : An Shirogane (voix)
- 2015 : My Monster Secret (série télévisée) : Akane Komoto (voix)
- 2015 : Overlord (série télévisée) : Enri Emmot (voix)
- 2015 : Nights of Azure (jeu vidéo) : Arnice (voix)
- 2015 : Onsen yôsei Hakone-chan (série télévisée) : Haruna (voix)
- 2015 : Aria the Scarlet Ammo AA (série télévisée) : Raika Hino (voix)
- 2014-2015 : Noragami (série télévisée) : Ayu (voix)
- 2015 : Digimon Adventure tri: Reunion : Hikari Yagami (voix)
- 2015 : Superdimension Neptune vs. Sega Hard Girls (jeu vidéo) : Dreamcast (voix)
- 2015 : The Asterisk War: The Academy City on the Water (série télévisée) : Yosuga Migahara (voix)
- 2015 : Is the Order a Rabbit? (série télévisée) : Customer (voix)
- 2015 : Lance N' Masques (série télévisée) : Liu Yuhua (voix)
- 2015 : Chivalry of a Failed Knight (série télévisée) : Renren Tomaru (voix)
- 2016 : Phantasy Star Online 2: The Animation (série télévisée) : Aika Suzuki (voix)
- 2016 : Digimon Adventure Tri. 2: Decision : Hikari Yagami (voix)
- 2016 : Cerberus (série télévisée) : Saraato (voix)
- 2016 : Kuromukuro (série télévisée) : Yukina Shirahane (voix)
- 2016 : And You Thought There Is Never a Girl Online? (série télévisée) : Kyo Goshoin / Apricot (voix)
- 2015-2016 : Durarara!!x2 (série télévisée) : Varona (voix)
- 2016 : Mighty No. 9 (jeu vidéo) : Call (voix)
- 2016 : Hundred (série télévisée) : Claire Harvey
- 2016 : Uchū Patrol Luluco (série télévisée) : Luluco (voix)
- 2016 : Gantz: O : Anzu Yamasaki (voix)
- 2016 : Doubutsu Sentai Zyuohger (série télévisée) : Luka Millfy / Gokai Yellow
- 2016 : Digimon Adventure Tri. 3: Confession : Hikari Yagami (voix)
- 2016 : Keijo!!!!!!!! (série télévisée) : Sayaka Miyata (voix)
- 2016 : ClassicaLoid (série télévisée) : Badarzewska
- 2016 : Flip Flappers (série télévisée) : Papika / Papia / Papiko / ... (voix)
- 2017 : Doubutsu Sentai Zyuohger vs. Ninninger the Movie: Message from the Future from Super Sentai : Washi Pink (voix)
- 2017 : Trinity Seven the Movie: Eternity Library and Alchemic Girl : Anastasia L
- 2017 : Digimon Adventure Tri. 4 : Hikari Yagami (voix)
- 2017 : Transformation Lessons: Let's Star Change Together! (série télévisée) : Raptor 283 (voix)
- 2017 : Kamen Rider × Super Sentai: Chou Super Hero Taisen : Raptor 283 / Washi Pink (voix)
- 2017 : Hinako Note (série télévisée) : Hinako Sakuragi (voix)
- 2017-2018 : Uchū Sentai Kyūranger (série télévisée) : Raptor 283 / Washi Pink (voix)
- 2017 : KADO: The Right Answer (série télévisée) : Saraka Tsukai (voix)
- 2018 : Uchū Sentai Kyūranger vs. Space Squad : Raptor 283 / Washi Pink (voix), Luka Millfy
- 2019 : Super Sentai Saikyo Battle !! : Luka Millfy / Gokai Yellow
- 2019 : Fire Force : Iris
- 2021 : Platinium End : Saki Hanakago
- 2024 : No Longer Rangers : Sesera Sakurama / Pink Keeper (voix)
- 2025 : Genshin Impact : Varesa (voix)
- prochainement : Digimon Adventure Tri. 5 : Hikari Yagami (voix)
- prochainement : Digimon Adventure Tri. 6 : Hikari Yagami (voix)